# Cowhill (Gloucestershire)
Cowhill – wieś w Anglii, w hrabstwie ceremonialnym Gloucestershire, w dystrykcie (unitary authority) South Gloucestershire. Leży 19 km na północ od miasta Bristol i 170 km na zachód od Londynu.